# Сен-Савен (Вьенна)
Сен-Савен (фр. Saint-Savin), или Сен-Савен-сюр-Гартамп (фр. Saint-Savin-sur-Gartempe) — коммуна, находящаяся в департаменте Вьенна французского региона Новая Аквитания.

## География

### Гидрография
По территории коммуны протекает река Гартамп, далее впадающая в реку Крёз возле города Ля Рош-Позэ, которая, в свою очередь, впадает в реку Вьенна возле Пор-де-Пи, а та — в Луару возле Канд-Сен-Мартен. Мост, сооруженный в XII веке, позволяет пересекать реку и соединяет Сен-Савен и Сен-Жермен.

### Транспорт и коммуникации

#### Автомобильные дороги
Сен-Савен располагается на маршруте «Швейцария — Океан», № 151 (D951). Трасса, проходящая через поселок, соединяет Женеву с Бордо и Ла-Рошелью.

#### Железнодорожное сообщение
Старая ветка железной дороги, соединявшая города Пуатье и Шатору, ликвидирована. Ближайшие железнодорожные вокзалы SNCF находятся в городах Монморийон, Шательро и Пуатье.

#### Автобусное сообщение
Коммуна обслуживается линией региональной железнодорожной сети TER Centre: Шатору ↔ Ле-Блан ↔ Пуатье.

#### Воздушное сообщение
Ближайшие аэропорты находятся в Пуатье (50 км), Лиможе и в Туре (100 км); они обслуживают множество регулярных и чартерных рейсов из Великобритании.

#### Пешеходные маршруты
На главном пешеходном маршруте установлены указатели «Vigne aux Moines». Бывшие железнодорожные пути реконструированы в пешеходный маршрут, проходящий между Сен-Савеном и Ле-Бланом.

## История

### Этимология
Коммуна названа именем Святого Савена, брата Святого Киприана, которые, несмотря на своё македонское происхождение, поселились в Пуату, где приняли мученическую смерть.
До французской революции коммуна носила имя Saint-Savin-sur-Gartempe. В ходе революции, в соответствии с декретом Конвента от 16 октября 1793 года поселениям, чье название могло вызывать воспоминания о королевской власти, феодализме или суевериях, предлагалось сменить своё название. И коммуна была названа Пон-сюр-Гартамп. Впоследствии коммуна получила имя Сен-Савен.

### Историческая справка

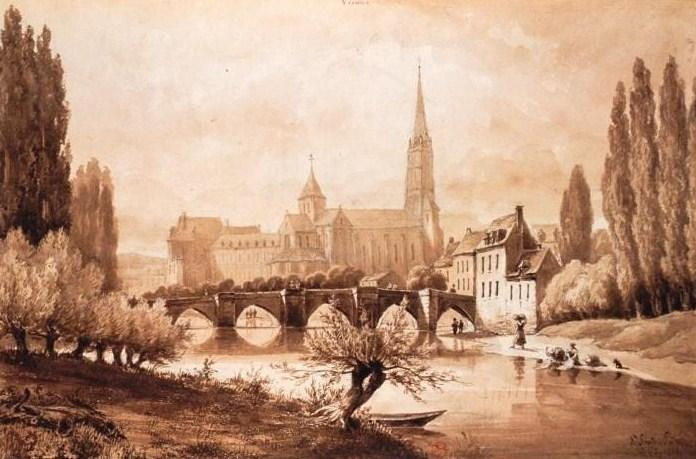
Прачки у каменного моста через Гартамп в Сен-Савене

Как и вся остальная Франция, Сен-Савен благоприятно воспринял наступление французской революции. Поэтому здесь было посажено Дерево свободы — символ Революции. Рядом с ним стали отмечать различные праздники и главные события Революции, среди которых присяга офицеров Национальной гвардии, Культ Верховного Существа или празднование годовщины Казни Людовика XVI. Другим свидетельством поддержки Революции и защиты её завоеваний стал тот факт, что коммуна предоставила для Народного ополчения 70 человек, вместо положенных по разнарядке 15.
Центральный пролёт моста был взорван партизанами FFI летом 1944 года.

## Экономика
Главным предприятием города является фабрика женского белья Aubade, где в настоящее время работает 132 человека, исключительно женщин, живущих в соседних деревнях. Вслед за первой волной увольнений 140 человек в 2007 году, вследствие переноса части производства в Тунис, в июне 2009 года была объявлена вторая волна сокращений, затронувшая ещё 104 работников, но она была остановлена в июле того же года судом большой инстанции в Пуатье.

## Образование
В коммуне Сен-Савен имеется детский сад и начальная школа (четырехлетняя) — l'école Léon-Edoux, а также колледж — collège Prosper Mérimée.

## Достопримечательности

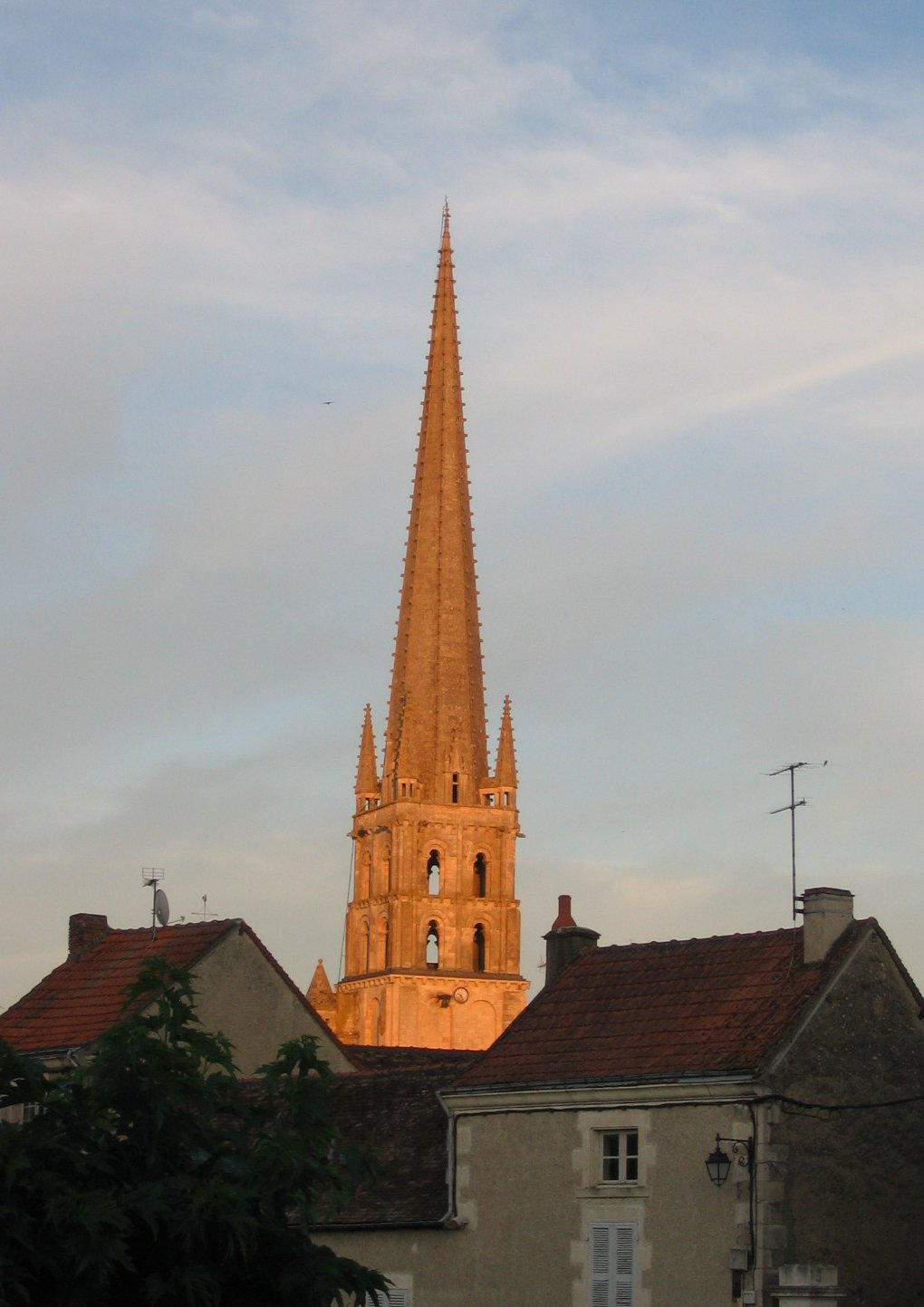
Колокольня церкви аббатства

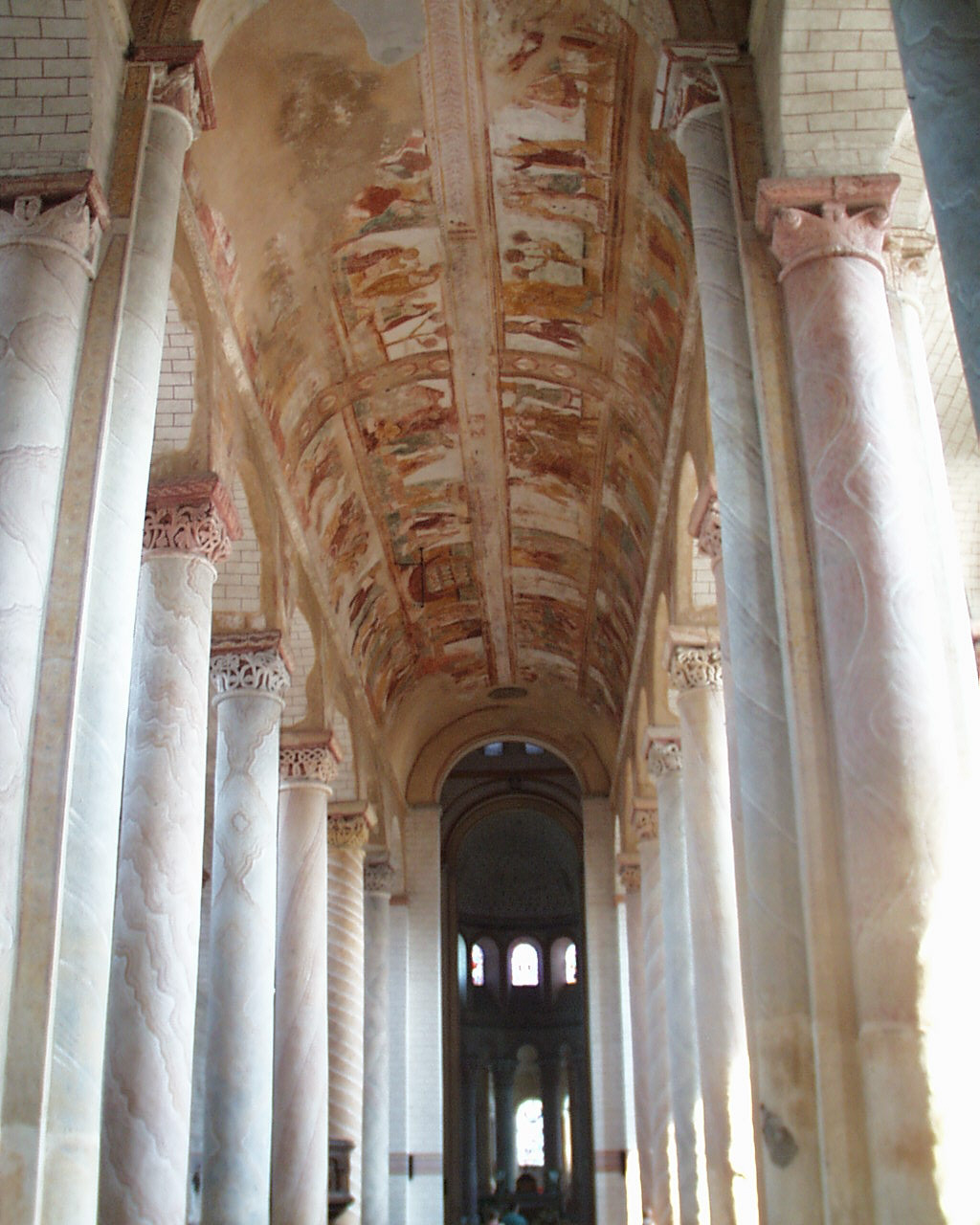
Фрески нефа в церкви аббатства

Аббатство Святого Савена известно романскими фресками, сохранившимися до наших дней наиболее полно и качественно. Этот единственный в Европе шедевр включен в список объектов Всемирного наследия ЮНЕСКО.
Мост, сооруженный в XII веке, перекрывает реку Гартамп почти напротив аббатства, и далее переходит в улицу Grand Rue, которая проходит по самым старинным кварталам поселения. Далее эта улица пересекает улицу rue des Bans возле пункта смены лошадей и почтового поста XVII века. Старый городок был окружен крепостной стеной, башни которой до сих пор существуют возле улиц Murailles и Tanneries.
В 1945 году, в ходе празднования Освобождения Франции и возвращения Республики, было высажено Дерево свободы: это была липа.

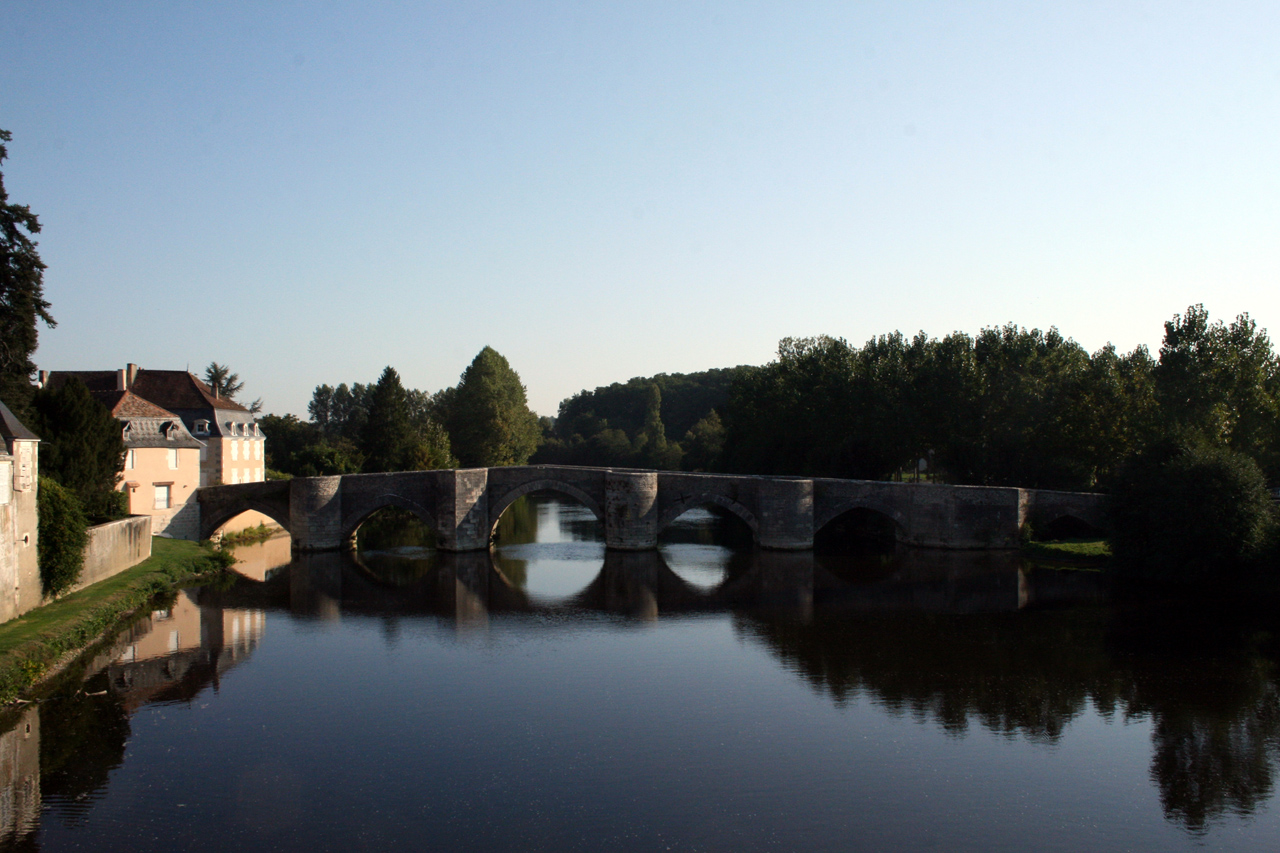
Мост через Гартамп, соединяющий Сен-Жермен и Сен-Савен 1
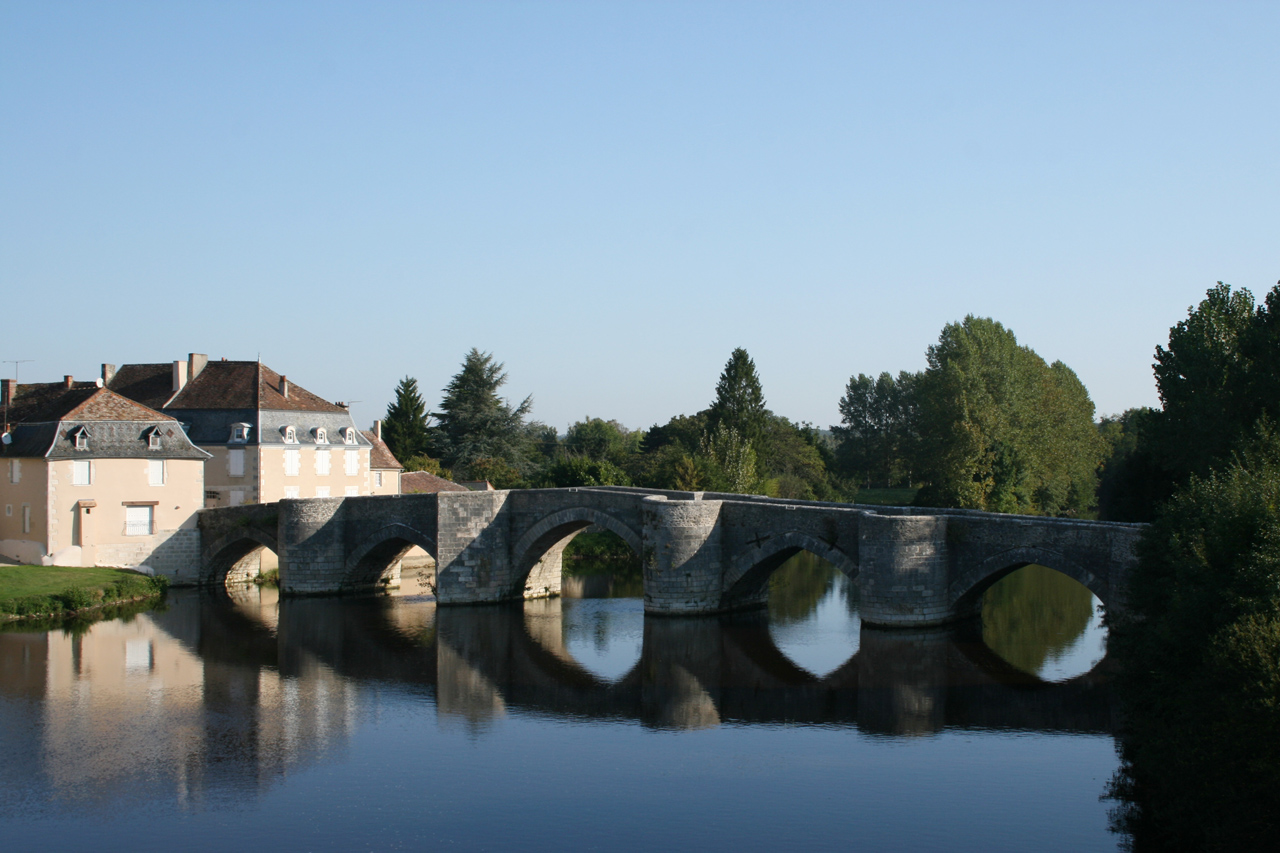
Мост через Гартамп, соединяющий Сен-Жермен и Сен-Савен 2
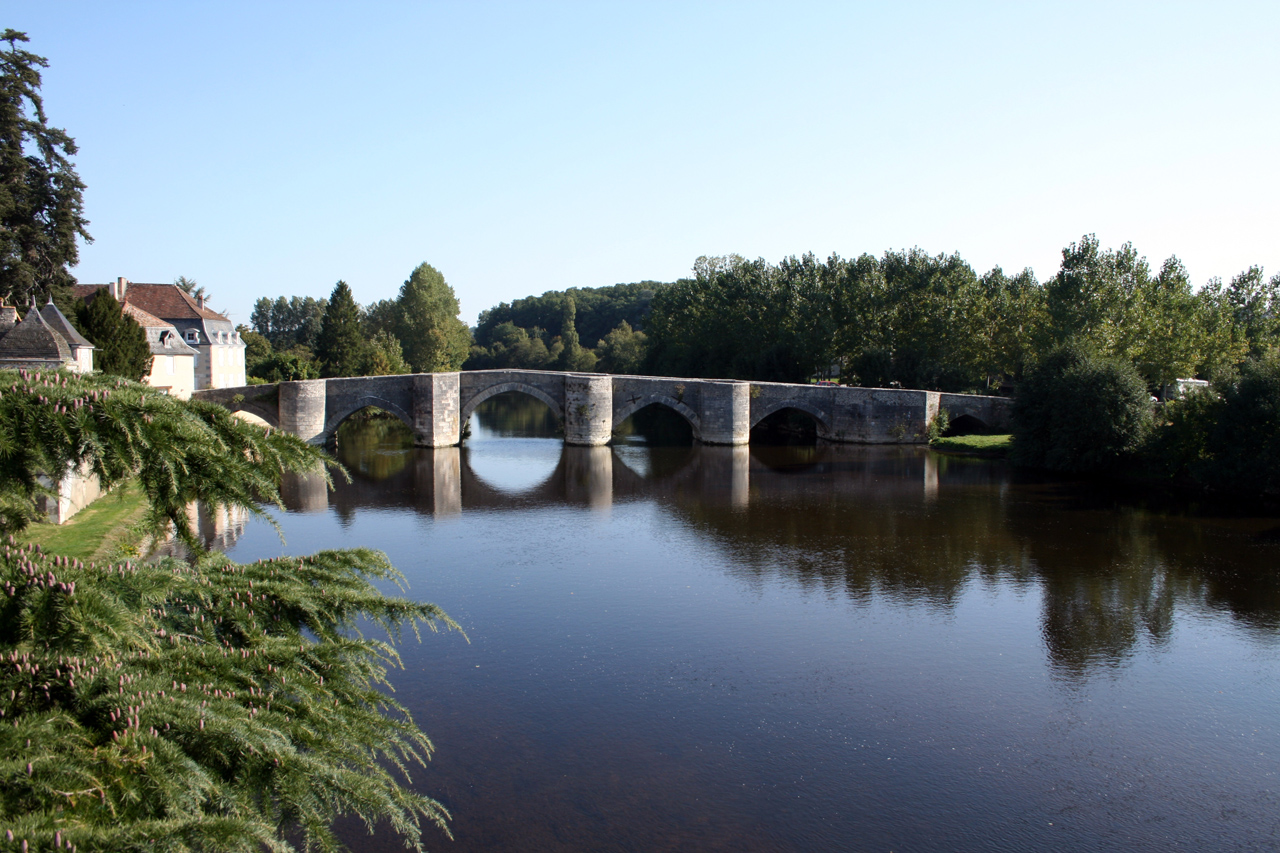
Мост через Гартамп, соединяющий Сен-Жермен и Сен-Савен 3
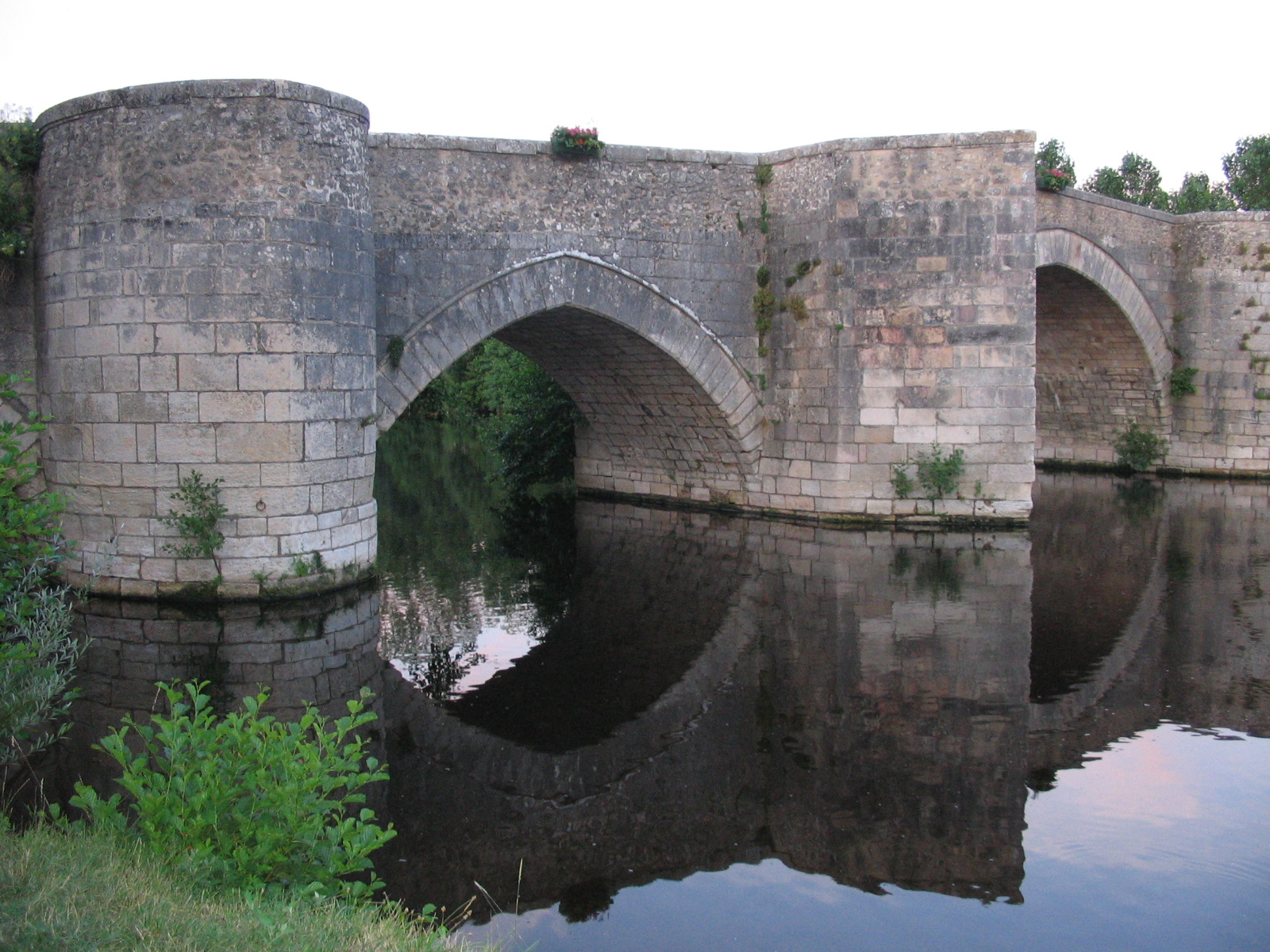
Мост XII века через Гартамп